# Battaglia di Hlobane
La battaglia di Hlobane ebbe luogo il 28 marzo 1879 in Sudafrica, durante la guerra anglo-zulu. In questa battaglia, il impi dei abaQulusi annienta una colonna britannica.

## Storia
La battaglia di Hlobane contrappose le forze di occupazione britanniche del colonnello Henry Evelyn Wood e del tenente colonnello Redvers Buller, sotto l'alto comando di lord Frederic Thesiger Chelmsford, agli Impis abaQulusi dell'Inkosi Msebe kaMadaka. Gli Zulu misero in rotta la cavalleria nemica, che dovette ripiegare su Kambula.